# Вифлеем (фильм)
Вифлеем (ивр. בית לחם‎ Bet Lehem) — израильский драматический фильм 2013 года режиссёра Юваля Адлера. Фильм был показан в разделе «Дни Венеции» Венецианского кинофестиваля 2013 года, где получил главный приз, также демонстрировался на кинофестивале в Теллурайде и на Международном кинофестивале в Торонто в 2013 году. Фильм был выбран Израилем в качестве заявки на «Лучший фильм на иностранном языке» на 86-й премии «Оскар» после получения шести премий «Офир», включая премии «Лучший сценарий», «Лучший режиссёр» и «Лучший фильм», но не был номинирован.

## Сюжет
История отношений между агентом израильской секретной службы Рази и его молодым палестинским информатором Санфуром на фоне терактов смертников в Израиле. Санфур разрывается между дружбой с Рази и преданностью своей семье и, в частности, своему брату Ибрагиму, который принадлежит к «Бригадам мучеников Аль-Аксы», хотя его финансирует ХАМАС. Многие из главных героев этого триллера фактически ведут двойную игру на фоне меняющихся межпалестинских и израильско-палестинских политических союзов.
Пойманный «с поличным», Санфур осознает, что теперь для родных и друзей он — предатель, который заслуживает смерти от собственного народа. Санфур пытается обратиться за спасением к Рази, но тот настаивает, чтобы Санфур продолжил свою работу в качестве информатора.
Фильм заканчивается тем, что Санфур убивает Рази, чтобы доказать преданность своему народу, а также отомстить за смерть своего брата, застреленного израильской армией после организованного ею теракта-смертника, в результате которого на территории Израиля погибло несколько человек.

## Актёры
- Цахи Халеви — Рази
- Шади Мараи[ивр.] — Санфур
- Хитам Омари — Бадави
- Михаль Штамлер[ивр.] — Эйнат
- Тарик Копти — Абу Ибрагим
- Джордж Искандар — Нассер
- Хишам Саллиман — Ибрагим

## Производство
Сценарий писался Ювалем Адлером и Али Вакед с 2007 по 2010 год. На сценарий повлияло исследование арабо-израильского конфликта со взятием интервью как у израильских оперативников Шин Бет, так и у палестинских боевиков из «Бригад мучеников Аль-Аксы» и ХАМАС, а также реальные события того периода. На момент написания сценария Али Вакед был корреспондентом по палестинцам в Ynet. В 2010 году сценарий был включен в рынок совместного производства Берлинале, что помогло привлечь к производству бельгийских продюсеров Entre Chien et Loup и немецких продюсеров. В январе 2011 года Израильский кинофонд и Иерусалимский кинофонд поддержали проект. Английский торговый агент WestEnd купил фильм.
Процесс кастинга занял почти год. Три главных актёра в фильме, Шади Мари, сыгравший Санфура, Цахи Халеви, сыгравший Рази, и Хитам Омари, сыгравший Бадави, не были профессиональными актёрами и никогда раньше не снимались в кино. Омари, палестинец из Кафр-Акаб, был найден случайно. Халеви был обнаружен всего за несколько недель до начала съемок; он был начинающим певцом из первого сезона израильского шоу-конкурса вокалистов The Voice Israel, где он попал в финальную четверку. Мари, которой на момент съемок не было и 17 лет, была выбрана среди сотен подростков. Многие статисты и эпизодические персонажи (как израильтяне, так и палестинцы) воспроизводили сцены из собственной жизни.

## Съемки фильма
Фильм был снят в цифровом формате на Arri Alexa. Съёмочный период начался в ноябре 2011 года и длился 29 дней. Фильм снимался в Иерусалиме, Вифлееме, Рамле и Яффо с несколькими дополнительными днями пересъемок в начале 2012 года. Постпродакшн велся в Бельгии и Германии.

## Прием
- The Hollywood Reporter: «Израильский режиссёр-дебютант Юваль Адлер находит трагическую личную драму среди кровожадных силовиков своей неспокойной родины»[14].
- The Telegraph: «В израильском триллере Юваля Адлера, который был показан в рамках Венецианского кинофестиваля, мало мудрецов, — пишет Робби Коллин»[15].
- Variety, «Этот плотно закрученный триллер, подобный тикающим часам, исследует арабо-израильский конфликт с впечатляющим эффектом»[16].
- The New York Times: «Мрачный мир терроризма и борьбы с терроризмом, а также порочный круг подозрений и предательства, в который заперты все игроки, хорошо прорисованы в этой жесткой, напряженной драме по мере того, как действие приближается к своей неизбежно жестокой развязке»[17].
- Haaretz, «Еще один израильский пропагандистский фильм», «возмутительный фильм», «израильтяне хорошие парни, арабы плохие парни», «искажение и сокрытие», «отвратительный», «одномерный»[18], «отказывается сортировать всех на хороших и плохих»[19], «берет высокие ноты, но не может превзойти развлекательную ценность»[20]
- Аль Монитор «умело изображает отношения, в которых смешиваются сочувствие и эксплуатация, близость и инструментализация»[21]
- Thedailybeast, «Верните оккупацию в наши дома»[22].